# Glass Age
『Glass Age ―硝子の世代―』（グラス・エイジ ガラスのせだい）は、シンガーソングライターさだまさしの1984年12月12日発表のソロ9枚目のオリジナル・アルバムである。

## 概要
さだのアルバムとしては初めてデジタル録音によって制作された。さだの作品のレコーディングエンジニアを務めてきた山下有次はデジタル録音技術の完成度に懐疑的であったが、前作『風のおもかげ』の制作で使用した、アナログテープとしては最高レベルの機材（1/2インチ、76 cm/s）が使用できない状況であったため、より高いクオリティを求めてデジタル機器の使用に踏み切った。
1978年の『私花集』に収録された「案山子」/「Sunday Park」以来、7年ぶりに既出のシングル曲「寒北斗」（1984年11月28日リリース。ただしB面は本作には収録されていない楽曲「オレゴンから愛」）が収録された。
本格的なCD時代の到来により、次作の『ADVANTAGE』からはCD、LPの併売が始まる。最後のアナログ単独リリースのアルバムとなった。
ライナーノーツは表紙に「MENU」と書かれており、アルバムをレストランに、楽曲を料理に見立てている。1曲あたり1ページのレイアウトとなっており、各ページにはさだ自身の手による、その楽曲に関連した花のイラストが描かれている（つまり、全曲が何らかの形で花に関連している）。

## 収録曲

### LP / CT
| 全作詞・作曲: さだまさし、全編曲: 渡辺俊幸（特記以外）。 |                                            |            |            |      |
| #                                                        | タイトル                                   | 作詞       | 作曲・編曲 | 時間 |
| 1.                                                       | 「名もない花」                             | さだまさし | さだまさし | 0:49 |
| 2.                                                       | 「桜散る」                                 | さだまさし | さだまさし | 5:19 |
| 3.                                                       | 「虹の木」                                 | さだまさし | さだまさし | 5:59 |
| 4.                                                       | 「もう愛の歌なんて唄えない」               | さだまさし | さだまさし | 4:08 |
| 5.                                                       | 「Forget-me-not」                          | さだまさし | さだまさし | 3:44 |
| 6.                                                       | 「空缶と白鷺」(編曲: 渡辺俊幸、さだまさし) | さだまさし | さだまさし | 5:40 |
| 合計時間:                                                | 合計時間:                                  | 25:39      |            |      |

| 全作詞・作曲: さだまさし（特記以外）、全編曲: 渡辺俊幸。 |                                                            |                        |                        |      |
| #                                                        | タイトル                                                   | 作詞                   | 作曲・編曲             | 時間 |
| 1.                                                       | 「寒北斗」                                                 | さだまさし（特記以外） | さだまさし（特記以外） | 4:09 |
| 2.                                                       | 「下宿屋のシンデレラ」(作詞: 太田正子、補作詞: さだまさし) | さだまさし（特記以外） | さだまさし（特記以外） | 4:51 |
| 3.                                                       | 「玻璃草子」                                               | さだまさし（特記以外） | さだまさし（特記以外） | 4:12 |
| 4.                                                       | 「春雷」                                                   | さだまさし（特記以外） | さだまさし（特記以外） | 3:20 |
| 5.                                                       | 「道の途中で (ON THE WAY)」                                | さだまさし（特記以外） | さだまさし（特記以外） | 5:55 |
| 6.                                                       | 「名もない花」                                             | さだまさし（特記以外） | さだまさし（特記以外） | 1:25 |
| 合計時間:                                                | 合計時間:                                                  | 23:52                  |                        |      |

### 楽曲解説
（括弧内はライナーノーツに描かれている花）

### アナログA面
1. 名もない花 (ムラサキカタバミ)
演奏時間1分足らずの小品。アルバムのオープニングとエンディングに同じ短い楽曲を配置する手法は『帰去来』（1976年）でも用いている。
2. 桜散る (ヤマザクラ)
タイトルがタイトルなので、当時さだの担当するラジオ番組で流す際には「受験生の皆さんは耳をふさいでください」と言っていた。
3. 虹の木 (プルメリア)
ホノルル空港を舞台に男女の別れを歌った作品。『風見鶏』（1977年）収録の「最終案内」と同様、空港での別離の歌。
レインボー・シャワー（マメ科ジャケツイバラ亜科カワラケツメイ属）はホノルル市の樹木にも制定されているピンク色の花。レインボーシャワー・ツリーを歌った作品であるが、さだによる挿絵はなぜかプルメリアを描いている（詩にはプルメリアの名前も出ている）。
4. もう愛の歌なんて唄えない (バラ)
さだが最初に曲だけを作り、その曲を元に渡辺俊幸が編曲して全ての楽器の録音を行い、出来上がったカラオケを聴いてさだが作詩した楽曲。ストリングスのリズムを聴いてさだが列車をイメージしたために、別れた恋人への思いを断ち切るために列車で旅立つ内容となった。
5. Forget-me-not (ワスレナグサ)
ひたすら切なくて哀しい詩が、可愛らしいリズミカルな曲調に乗って歌われる、「さだ節」が炸裂する作品。
6. 空缶と白鷺 (イエギク)
当初は『夢の轍』（1982年）収録の「前夜（桃花鳥）」に対するアンサーソングとして「Day After（翌日）」というタイトルで構想された。映画『ザ・デイ・アフター』と誤解される恐れがあることと、結果的に「前夜」よりストレートに主張を打ち出す内容となり、アンサーソングにそぐわなくなったことからこのタイトルとなった。
歌詩中に「2016年の夏に子供が今の僕の歳になる」というフレーズがある。当時さだは32歳であり、長男（大陸）を授かったばかりであった。

### アナログB面
1. 寒北斗 (フクジュソウ)
1984年11月28日にシングル・リリース済みの作品である。『夢供養』の解説ではシングルとアルバムを分けてリリースすると言明しており、実際それ以降は「関白宣言」のような大ヒット作でもオリジナル・アルバムには収録されていなかった（ただしアルバム『夢の轍』から「退職の日」がシングルカットされている。）。
正月に帰省して両親の老いと変わらぬ愛情を感じている作品。
2. 下宿屋のシンデレラ (カスミソウ)
ナショナル全自動洗濯機「愛妻号」キャンペーンとして、一般から公募された歌詩にさだが曲を付けた。限定制作されたシングルが「愛妻号」購入者にプレゼントされた。さだ自身の解説では初めて他人の詩に曲を付けたとあるが、実際は夢の轍に収録された"Home(Now I Know I'm Home)"が最初である。
3. 玻璃草子 (ウメ)
古今和歌集の世界を歌にした作品。「がらすぞうし」と読む。
4. 春雷 (ヤブツバキ)
さだのコンサートでもお馴染みの宅間久善がマリンバを演奏している。
コンサートでは同傾向の楽曲である「胡桃の日」（『帰去来』収録）とメドレーで演奏され、コンサートを盛り上げる時に使われることも多い。
5. 道の途中で (ON THE WAY) (ライラック)
別れる恋人の門出を祝福する作品。
6. 名もない花 (シロツメクサ)
オープニングとは歌詩が異なるバージョン。

- 作詩[2]・作曲：さだまさし、「下宿屋のシンデレラ」作詩：太田正子　補作詩・作曲：さだまさし
- 編曲：渡辺俊幸、「名もない花」編曲者なし、「空缶と白鷺」渡辺俊幸・さだまさし

## 参加したミュージシャン
- リード・ボーカル：さだまさし
- アコースティックギター：谷康一（A面2.5 B面1/12弦ギター B面5）、吉川忠英（A面4 B面2-4）、さだまさし（A面6）、坂元昭二（A面6/ナイロン弦ギター A面1 B面6）
- エレキギター：今剛（A面2-5 B面1-4/スティール・ギター A面5）、松原正樹（ソロ B面4）、三畑貞二（B面5）
- マンドリン：竹内郁子（A面5 B面1）
- ピアノ：山田秀俊（A面2 B面4）、美野春樹（B面5）
- エレクトリックピアノ：山田秀俊（A面4 B面3）
- シンセサイザー：渡辺俊幸（フェアライトCMI A面2.3.5 B面4/プロフェット10 A面2-5 B面1.2.4/PPG Wave2.2 A面2.3.5/ARP-2600 A面5 B面4/プロフェット5、プロフェットT8、DX-7 B面3/OB-X、シモンズ電子ドラム B面2）
- シンセサイザー・プログラミング：浦田恵司（A面2.3.5 B面1.4）、助川宏（A面4 B面2.3）
- ベース：高水健司（A面2-5 B面1.3.5）、岡沢章（B面2.4）
- ドラムス：林立夫（A面2-5 B面3）、渡嘉敷祐一（B面1.2.4）、伊藤史朗（B面5）
- パーカッション：木村誠（A面2.3.4 B面2-5）、宅間久善（マリンバ A面3 B面4）、金山功（ヴィブラフォン B面5）
- ハーモニカ：八木のぶお（B面5）
- フルート：旭孝（A面2.5/パンパイプ B面1）
- オーボエ：坂宏之（B面5）
- チェロ：川村祥人（A面6）
- ストリングス：加藤ジョーストリングス（A面2.3.4 B面2-5）
- 女性ボーカル：小坂恭子（A面5）
- コーラス：比山清、木戸泰弘、大塚修司（A面3.4.5 B面2.5）、鳴海寛（B面5）